# نیکی زیرینگ
نیکی زیرینگ (انگلیسی: Nikki Ziering؛ زادهٔ ۹ اوت ۱۹۷۱) یک هنرپیشه اهل ایالات متحده آمریکا است.
از فیلم‌ها یا برنامه‌های تلویزیونی که وی در آن نقش داشته است می‌توان به عروسی آمریکایی اشاره کرد.